# Separering av mjölkprodukter
Separering kallas den process på ett mejeri då mjölk delas upp i grädde och skummjölk med hjälp av en separator, som är en centrifug utformad för denna ändamål. Separationen via centrifugalkraften är möjlig genom att den fettrika grädden har en lägre densitet än den vattenrika skummjölken. En känd tillverkare av separatorer är Alfa Laval.

## Historik
Fram till 1800-talet utvanns grädde genom att mjölken spontant fick separera sig i grädde och skummjölk, genom att lämnas i fred, så kallad gräddsättning.
Professor C.J. Fuchs i Karlsruhe var den första att använda centrifugalkraften för att avskilja grädde ur mjölk, men då enbart i syfte att pröva mjölken. En kort tid därefter påbörjades dock försöken att hitta praktiska centrifugalskumningsapparater. Sådana konstruerades av tyskarna A. Prandl 1864 och W. Lefeldt 1877, men dessa apparater måste stannas för att tömmas varje gång grädden avskilts ur en omgång mjölk, innan en ny sats kunde bearbetas. De första kontinuerligt arbetande apparaterna uppfanns ungefär samtidigt 1878 av svensken Gustaf de Laval och dansken L.C. Nielsen, och fick snabbt stor spridning.